# جوان په
جوان په (انگلیسی: Joanne Peh؛ زادهٔ ۲۵ آوریل ۱۹۸۳) هنرپیشه و هنرمند اهل سنگاپور است.